# 东城街道 (石河子市)
东城街道，中华人民共和国新疆维吾尔自治区石河子市下属的一个街道，位于市区东部。

## 建制沿革
- 1996年，置东城街道。

## 行政区划
东城街道下辖9个社区和2个行政村：
- 四十小区社区、五十六小区社区、六十三小区社区、四十八小区社区、七十八小区社区、明珠社区、三十九小区社区、四十一小区社区、凤凰嘉苑社区
- 河畔村、上六宫村